# Leucula blancaria
Leucula blancaria är en fjärilsart som beskrevs av Jones. Leucula blancaria ingår i släktet Leucula och familjen mätare. Inga underarter finns listade i Catalogue of Life.